# Forsebia
Forsebia é um gênero de traça pertencente à família Arctiidae.